# El sudor de los ruiseñores
El sudor de los ruiseñores és una pel·lícula espanyola estrenada el 1998 y dirigida per Juan Manuel Cotelo, autor també del guió, la que va ser la seva òpera prima. El títol està inspirat en un poema romanès. Es tracta d'una visió de la immigració impregnada de romanticisme i un xic d'humor.

## Argument
Mihai, un violoncel·lista romanès que somnia amb treballar en una orquestra, emigra a Espanya, on espera guanyar prou diners per poder portar la seva esposa i la seva filla. Tanmateix no troba feina i esperant que no li caduqui el visat decideix actua als Jardins del Retiro de Madrid. Allí coneix Tote, un titellaire, i Goyita, una recepcionista portuguesa que l'ajuden desinteressadament.

## Repartiment
- Carlos Ysbert... Tote
- Alexandru Agarici...	Mihai
- Maria de Medeiros... Goyita
- Fiorina Atanasescu ... Mare
- Lorena Berroya ...	Nena del parc del Retiro
- Berta Casals	...	Laura
- Virgilio Cotelo	...	Policia
- Javier Garin	...	Padre Toto
- Daniel Gil ...	Cap skinheads

## Premis
Premi revelació a les Medalles del Cercle d'Escriptors Cinematogràfics de 1998.